# Mark Moran
Mark Moran é um produtor de cinema estadunidense e, anteriormente, designer de jogos de computador. Foi o programador chefe e o designer técnico do jogo de computador The Last Express e um dos produtores do premiado documentário Chavez Ravine: A Los Angeles Story.